# فاینال فانتزی آگیتو
فاینال فانتزی آگیتو (به ژاپنی: ファイナルファンタジーアギト Fainaru Fantajī Agito) یک بازی ویدئویی به سبک نقش‌آفرینی که توسط شرکت اسکوئر انیکس برای تلفن‌های همراه و کنسول دستی پلی‌استیشن ویتا ساخته شده‌است. نسخه موبایل بازی در تاریخ ۱۴ مه ۲۰۱۴ منتشر شد، اما نسخه پلی‌استیشن ویتا، با نام فاینال فانتزی آگیتو+ در دست ساخت بوده و قرار است در تاریخی نامشخص منتشر شود. داستان بازی در جهان فاینال فانتزی نوع صفر اتفاق می‌افتد و به عنوان یکی از زیرمجموعه‌های سری فابولا نوا کریستالیس به شمار می‌رود.